# Артезианский бассейн

Бассейн с артезианской скважиной

Артезианский бассейн — скопление подземных вод, приуроченное к отрицательной геологической структуре (синеклизе, мульде, прогибе, межгорной впадине), содержащей напорные пластовые воды. Артезианский бассейн состоит из трёх связанных частей: области питания, области напора и области разгрузки. Область питания находится в высоких горных или возвышенных районах, где воды атмосферных осадков поступают в водоносные слои. Область напора — область, где вскрываемые скважинами или колодцами подземные воды поднимаются под напором вверх, при сильном напоре изливаются на поверхность или фонтанируют. В области разгрузки артезианские воды выходят на поверхность в виде источников. Платформенные виды артезианских бассейнов залегают в платформенных областях на равнинах или крупных тектонических прогибах (Западно-Сибирский и Московский бассейны в России, Большой Артезианский в Австралии, Кызылкумский в Казахстане). Межгорные артезианские бассейны меньше по площади, приурочены к склонам межгорий и долинам в складчатых областях (например, Текесский).